# Włócznia skrzydełkowa

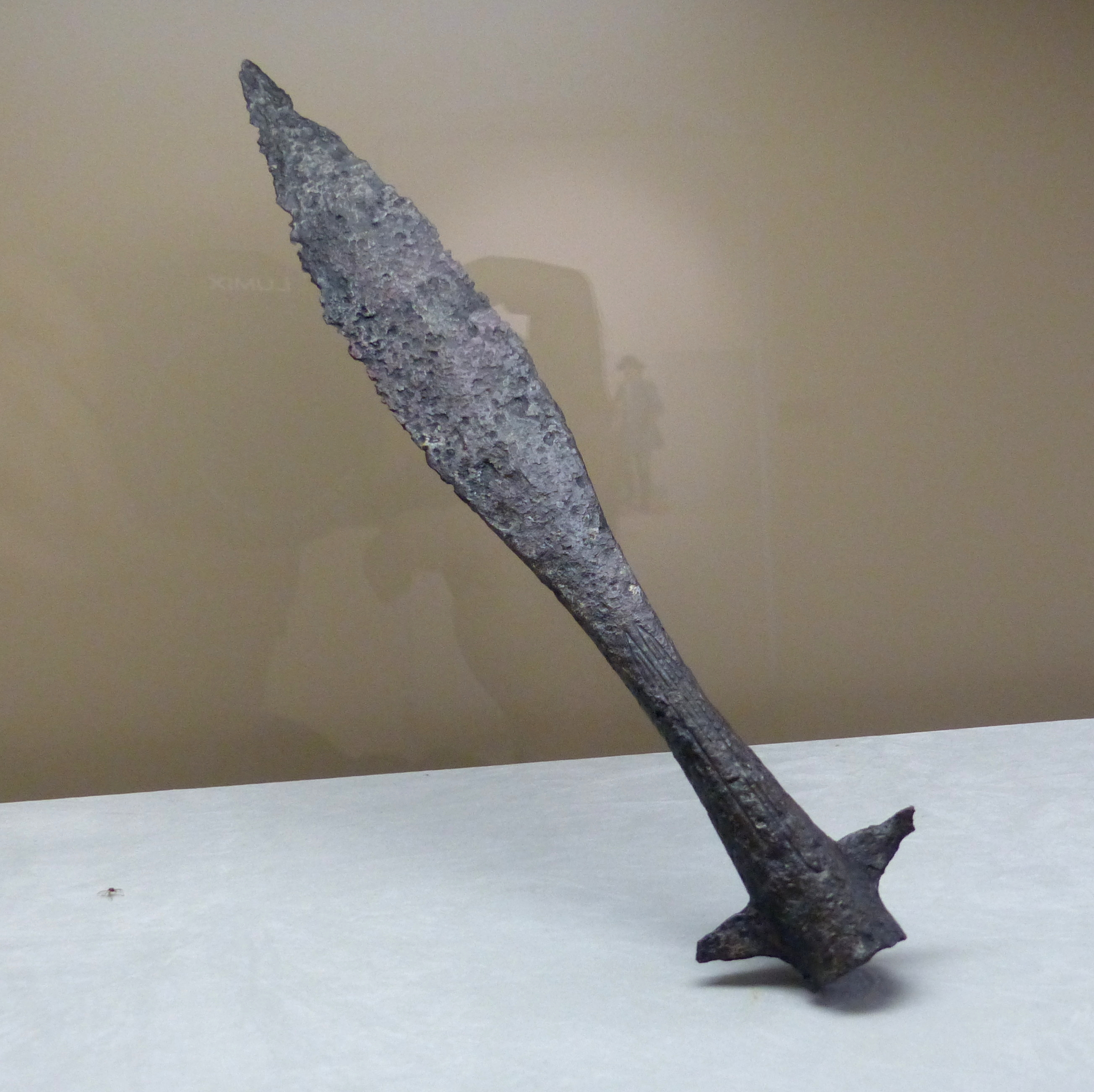
Włócznia skrzydełkowa

Włócznia skrzydełkowa – broń drzewcowa piechoty i jazdy frankijskiej od VIII w., a później piechoty zachodnioeuropejskiej do XV w.

## Charakterystyka
Charakteryzowała się długim grotem w kształcie rombu lub odwróconego deltoidu ze skrzydełkami oddzielającymi jej liść od tulei (stąd nazwa). Zadaniem tych skrzydełek było uchwycenie i odparcie broni przeciwnika, jak też uniemożliwienie zbyt głębokiego wbicia włóczni w tarczę przeciwnika lub w samego przeciwnika. Rozwój tej broni postępował w kierunku powiększenia płaszczyzny skrzydełek, które z czasem przyjęły formę odwróconego trójkąta.
Z broni tej wyewoluowały z czasem runki, spisy friulskie i korseki.
Przykładem włóczni skrzydełkowej jest przechowywana na Wawelu Włócznia Świętego Maurycego.